# Llac Naknek
El llac Naknek (en anglès Naknek Lake) és un llac que es troba al troba a sud-oest de l'estat d'Alaska, Estats Units, prop del començament de la península d'Alaska. Situat dins el Parc i Reserva Nacionals de Katmai, el llac fa 64 quilòmetres de llarg per entre 5 i 13 d'ample, sent el més gran del Parc amb 610 km². El llac desguassa cap a la badia de Bristol a través del riu Naknek. L'alçada del llac ha disminuït en els darrers 5.000 anys, per l'efecte d'una morrena glacial, que ha separat el llac Naknek del llac Brooks, alhora que es creà la cascada Brooks fa uns 3.500 anys.
Els primers exploradors russos van informar que el llac s'anomenava Naknek, però més tard van dir que el seu nom era "Akulogak". Ivan Petrof l'anomenà llac Walker, en record a Francis Amasa Walker, superintendent del Cens dels Estats Units de 1880.
El llac és conegut per la pesca esportiva, amb grans captures de salmó reial, salmó vermell, salmó rosat del Pacífic i salmó keta. També abunda la truita arc de Sant Martí per tot el llac, junt amb el lluç de riu, Salvelinus namaycush i la truita alpina. Brooks Camp es troba a la riba del llac, en el punt en què el riu Brooks entra al llac a través d'uns ràpids.